# شهرستان شیانگ‌چنگ، هنان
شهرستان زیانگچنگ (به انگلیسی: Xiangcheng County) یک شهرستان در چین است که در شوچانگ واقع شده‌است.